# 福爾斯克拉馬斯 (加利福尼亞州)
福爾斯卡拉馬斯（英語：False Klamath）是位於美國加利福尼亞州德爾諾特縣的一個非建制地區。該地的面積和人口皆未知。

## 地理
福爾斯卡拉馬斯的座標為41°35′30″N 124°05′43″W / 41.59167°N 124.09528°W，而該地的平均海拔高度為42米（即138英尺）。